# Una porta a la salut
Una porta a la salut és una escultura situada davant la façana principal de l'Hospital Universitari Vall d'Hebron, al barri de Montbau de Barcelona. Obra de l'escultor Josep Bofill i Moliné, es va inaugurar l'11 de març del 2013. Està emplaçada sota la visera que cobreix la torre de formigó dels ascensors que pugen de l'aparcament fins a l'entrada de l'edifici sanitari històric. L'obra va ser finançada amb l'1% de la construcció de l'aparcament subterrani.
L'escultura consta de set columnes d'acer patinable, d'uns dos metres d'alçada, sobre les que hi ha set caps d'una persona fets de resina. Els caps dels extrems estan difuminats, i gradualment els caps van perfilant-se fins a arribar al central, que té les faccions perfectament definides, representant el pas d'un cos malalt a un sà. Una porta també d'acer patinable de cinc metres d'alçada, que dona nom a l'escultura, flanqueja el conjunt, que està sobre una peanya trapezoïdal metàl·lica.